# Élections législatives de 1997 dans les Landes
Les élections législatives françaises de 1997 se déroulent le 25 mai et le 1er juin 1997. Dans le département des Landes, trois députés sont à élire dans le cadre de trois circonscriptions.

## Élus
| Circonscription | Député sortant   | Parti | Parti    | Député élu ou réélu | Parti | Parti |
| --------------- | ---------------- | ----- | -------- | ------------------- | ----- | ----- |
| 1re             | Louis Lauga      |       | RPR      | Alain Vidalies      |       | PS    |
| 2e              | Henri Lalanne    |       | UDF (PR) | Jean-Pierre Dufau   |       | PS    |
| 3e              | Henri Emmanuelli |       | PS       | Henri Emmanuelli    |       | PS    |

## Résultats

### Résultats à l'échelle du département
| Parti          | Parti                              | Premier tour | Premier tour | Second tour | Second tour | Sièges |
| Parti          | Parti                              | Voix         | %            | Voix        | %           | Sièges |
| -------------- | ---------------------------------- | ------------ | ------------ | ----------- | ----------- | ------ |
|                | Parti socialiste                   | 68 515       | 40,62        | 100 110     | 56,99       | 3      |
|                | Parti communiste français          | 18 476       | 10,95        |             |             | 0      |
|                | Les Verts                          | 3 075        | 1,82         | 0           |             |        |
|                | Divers gauche dont MDC             | 811          | 0,48         | 0           |             |        |
|                | Gauche plurielle                   | 90 877       | 53,87        | 100 110     | 56,99       | 3      |
|                |                                    |              |              |             |             |        |
|                | Union pour la démocratie française | 36 001       | 21,34        | 49 331      | 28,08       | 0      |
|                | Rassemblement pour la République   | 18 414       | 10,92        | 26 229      | 14,93       | 0      |
|                | La Droite indépendante             | 3 407        | 2,02         |             |             | 0      |
|                | Divers droite                      | 454          | 0,27         | 0           |             |        |
|                | Droite parlementaire               | 58 276       | 34,55        | 75 560      | 43,01       | 0      |
|                |                                    |              |              |             |             |        |
|                | Front national                     | 14 030       | 8,32         |             |             | 0      |
|                | Divers écologiste                  | 4 418        | 2,62         | 0           |             |        |
|                | Extrême gauche                     | 1 086        | 0,64         | 0           |             |        |
|                |                                    |              |              |             |             |        |
| Inscrits       | Inscrits                           | 242 371      | 100,00       | 242 332     | 100,00      | 3      |
| Abstentions    | Abstentions                        | 63 798       | 26,32        | 56 745      | 23,42       |        |
| Votants        | Votants                            | 178 573      | 73,68        | 185 587     | 76,58       |        |
| Blancs et nuls | Blancs et nuls                     | 9 886        | 5,54         | 9 917       | 5,34        |        |
| Exprimés       | Exprimés                           | 168 687      | 94,46        | 175 670     | 94,66       |        |

### Résultats par circonscription

#### Première circonscription (Mont-de-Marsan)
| Candidat       | Candidat              | Parti             | Premier tour | Premier tour | Second tour | Second tour |  |
| Candidat       | Candidat              | Parti             | Voix         | %            | Voix        | %           |  |
| -------------- | --------------------- | ----------------- | ------------ | ------------ | ----------- | ----------- |  |
|                | Alain Vidalies élu    | PS                | 21 437       | 39,45        | 30 941      | 54,12       |  |
|                | Louis Lauga sortant   | RPR               | 18 414       | 33,89        | 26 229      | 45,88       |  |
|                | Jean-Paul Paroutaud   | FN                | 5 199        | 9,57         |             |             |  |
|                | Bernadette Curculosse | PCF               | 4 521        | 8,32         |             |             |  |
|                | Marie-Claire Dupouy   | Divers écologiste | 2 781        | 5,12         |             |             |  |
|                | Guy Bertrand          | LDI (CNIP)        | 1 982        | 3,65         |             |             |  |
|                |                       |                   |              |              |             |             |  |
| Inscrits       | Inscrits              | Inscrits          | 79 098       | 100,00       | 79 080      | 100,00      |  |
| Abstentions    | Abstentions           | Abstentions       | 21 710       | 27,45        | 18 620      | 23,55       |  |
| Votants        | Votants               | Votants           | 57 388       | 72,55        | 60 460      | 76,45       |  |
| Blancs et nuls | Blancs et nuls        | Blancs et nuls    | 3 054        | 5,32         | 3 290       | 5,44        |  |
| Exprimés       | Exprimés              | Exprimés          | 54 334       | 94,68        | 57 170      | 94,56       |  |

#### Deuxième circonscription (Dax)
| Candidat       | Candidat                 | Parti          | Premier tour | Premier tour | Second tour | Second tour |  |
| Candidat       | Candidat                 | Parti          | Voix         | %            | Voix        | %           |  |
| -------------- | ------------------------ | -------------- | ------------ | ------------ | ----------- | ----------- |  |
|                | Jean-Pierre Dufau élu    | PS             | 21 135       | 36,31        | 34 585      | 56,01       |  |
|                | Henri Lalanne sortant    | UDF (PR)       | 19 558       | 33,6         | 27 158      | 43,99       |  |
|                | Marie-Pierrette Fontenas | PCF            | 7 952        | 13,66        |             |             |  |
|                | France Prenat            | FN             | 5 397        | 9,27         |             |             |  |
|                | Bernard Lauga            | Les Verts      | 3 075        | 5,28         |             |             |  |
|                | Christine Héraud         | Extrême gauche | 1 086        | 1,87         |             |             |  |
|                |                          |                |              |              |             |             |  |
| Inscrits       | Inscrits                 | Inscrits       | 86 743       | 100,00       | 86 736      | 100,00      |  |
| Abstentions    | Abstentions              | Abstentions    | 25 123       | 28,96        | 21 529      | 24,82       |  |
| Votants        | Votants                  | Votants        | 61 620       | 71,04        | 65 207      | 75,18       |  |
| Blancs et nuls | Blancs et nuls           | Blancs et nuls | 3 417        | 5,55         | 3 464       | 5,31        |  |
| Exprimés       | Exprimés                 | Exprimés       | 58 203       | 94,45        | 61 743      | 94,69       |  |

#### Troisième circonscription (Saint-Sever)
| Candidat       | Candidat                       | Parti          | Premier tour | Premier tour | Second tour | Second tour |  |
| Candidat       | Candidat                       | Parti          | Voix         | %            | Voix        | %           |  |
| -------------- | ------------------------------ | -------------- | ------------ | ------------ | ----------- | ----------- |  |
|                | Henri Emmanuelli sortant réélu | PS             | 25 943       | 46,2         | 34 584      | 60,93       |  |
|                | Pierre Dufourcq                | UDF (Rad)      | 16 443       | 29,28        | 22 173      | 39,07       |  |
|                | Yves Lahoun                    | PCF            | 6 003        | 10,69        |             |             |  |
|                | Hélène Rochefort               | FN             | 3 434        | 6,12         |             |             |  |
|                | Jacques Papon                  | PE             | 1 637        | 2,92         |             |             |  |
|                | Michèle Robbe                  | LDI (MPF)      | 1 425        | 2,54         |             |             |  |
|                | Rosemarie Le Maire             | US4J           | 811          | 1,44         |             |             |  |
|                | Paul Lemoine                   | Divers droite  | 454          | 0,81         |             |             |  |
|                |                                |                |              |              |             |             |  |
| Inscrits       | Inscrits                       | Inscrits       | 76 530       | 100,00       | 76 516      | 100,00      |  |
| Abstentions    | Abstentions                    | Abstentions    | 16 965       | 22,17        | 16 596      | 21,69       |  |
| Votants        | Votants                        | Votants        | 59 565       | 77,83        | 59 920      | 78,31       |  |
| Blancs et nuls | Blancs et nuls                 | Blancs et nuls | 3 415        | 5,73         | 3 163       | 5,28        |  |
| Exprimés       | Exprimés                       | Exprimés       | 56 150       | 94,27        | 56 757      | 94,72       |  |